# Nuovi Briganti
I Nuovi Briganti sono stati un gruppo hip hop italiano provenienti dalla zona di Messina.

## Storia
I Nuovi Briganti furono tra i primi artisti rap a usare come mezzo di comunicazione il Siciliano piuttosto che la lingua italiana. Il gruppo originario era composto da Lupo (Giuseppe Paterniti), Vulcano (Raffaele Riberti) e Dj Mistero (Fabio Cacia), in seguito sostituito da Dj Nex (Nello Nicita) al quale dopo il 1994 subentrò Dj Lucky L (Giuseppe Dell'Utri).
Durante alcuni tour, in assenza del titolare, altri DJ accompagnarono il gruppo, fra questi General Bunny e Giovanbattista Sergi.
Dopo l'uscita del primo album si unirono al gruppo un chitarrista (Francesco Veronese) ed un bassista (Massimo Laganà).
Attivi dal 1991, pubblicano nello stesso anno la cassetta Spezza Le Catene.
Il gruppo venne fondato nel 1991 da Lupo (ex componente dei Sovversione) e da Vulcano, rimanendo strettamente connesso alla realtà dei centri sociali. I temi preferiti del gruppo sono fin dall'inizio le disparità tra il nord e il sud d'Italia e il commercio di droghe pesanti; su questi temi domina una filosofia politica legata al separatismo siciliano che salta agli occhi in brani come "Unificazione=falsificazione". Nel 1992 hanno l'onore di aprire i concerti italiani dei Public Enemy e dei Beastie Boys.
Di lì a poco la loro prima produzione con un EP dall'omonimo titolo Nuovi Briganti che contiene le tracce del primo demo (esclusa la strumentale) più un inedito. In questo periodo la band partecipa anche al programma Rai Avanzi.
Nel 1993 il gruppo pubblica il primo album in studio dal titolo Fottuto terrone, per poi partecipare all'album Battiato non Battiato con la cover del brano "New frontiers". Segue il secondo album Camico del 1996 da cui viene estratto il singolo "Piano e dolcemente", dopo quest'ultimo lavoro la band si scioglie.
Dal 2018 gli album "Fottuto Terrone" e "Camico" sono in distribuzione per Maninalto! Records sui principali portali di download e streaming in rete.

## Discografia

### Album in studio
- 1993 - Fottuto terrone (Cyclope/Polydor)
- 1996 - Camico (Cyclope/Polydor)

### EP
- 1992 - Nuovi Briganti (X-Records)

### Singoli
- 1996 - Piano e dolcemente (Cyclope/Polydor)

### Demo
- 1991 - Spezza Le Catene